# Free Refill
Mit Free Refill (englisch für „gratis Nachfüllen“) wird die vor allem in den USA übliche Praxis bezeichnet, in Restaurants sein Getränk kostenlos nachfüllen zu können bzw. zu lassen. Im Deutschen wird für Kaffee manchmal die sinnbildliche Bezeichnung bodenlose Tasse verwendet.

## Varianten des Getränkerefills

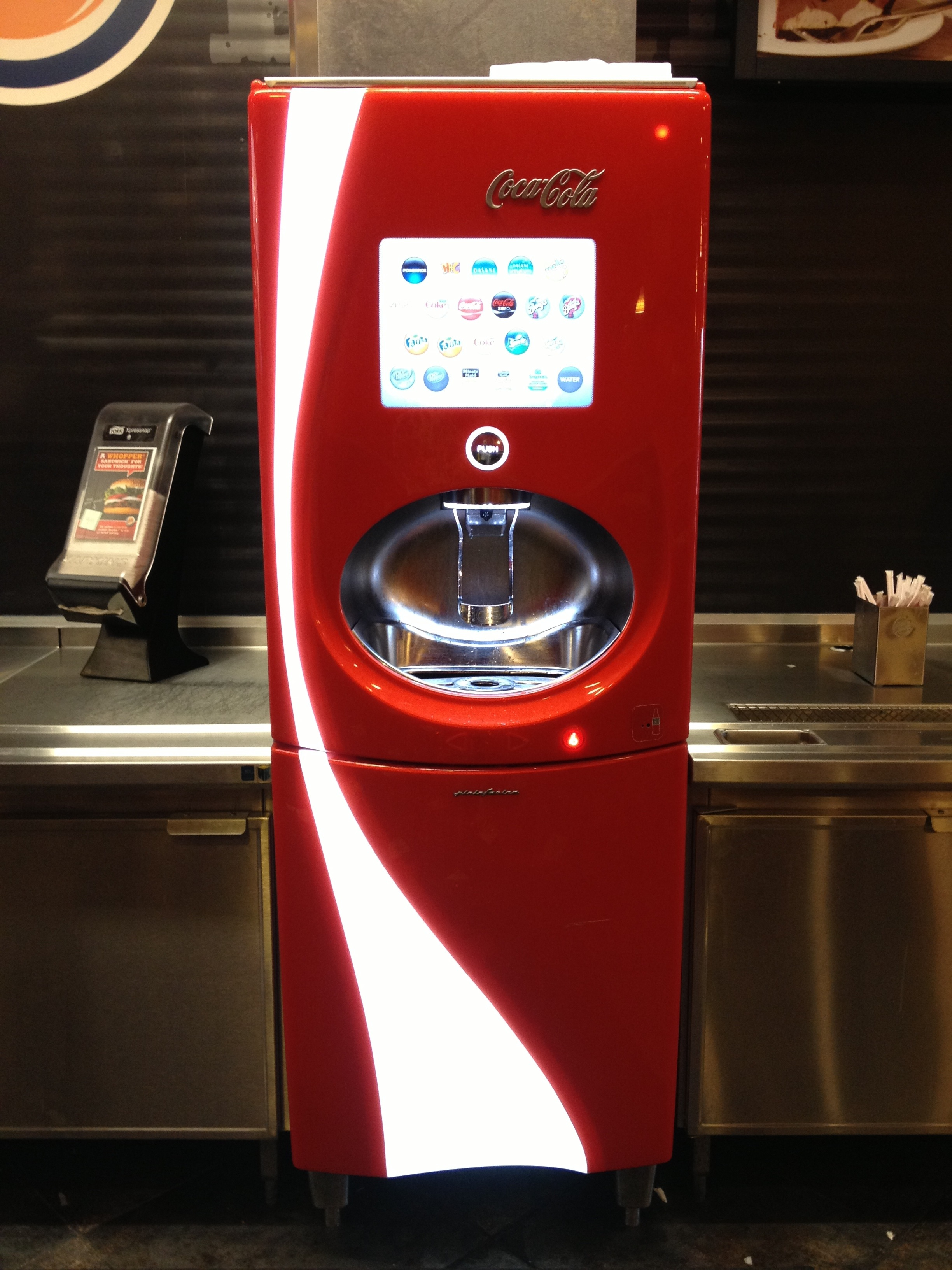
Getränkespender in einem Schnellrestaurant

In Schnellrestaurants stehen für das kostenlose Auffüllen erworbener Getränke mitunter Getränkeautomaten ohne Geldeinwurfeinheit bereit, die in der Regel Getränkesirups mit Sodawasser mischen. Ebenfalls zum Einsatz kommen solche Füllautomaten für Kaffee- oder Teegetränke.
Die Art und Weise des Angebots variiert sowohl bei den einzelnen Restaurants als auch in unterschiedlichen Ländern. Manchmal wird ohne Aufforderung das leere Glas von Kellnern gegen ein volles ausgetauscht. In manchen Fast-Food-Restaurants kann man sich selbst nachschenken, die Zapfhähne sind hier im Gastraum statt hinter der Theke angebracht, dienen jedoch im deutschsprachigen Raum nicht immer dem kostenlosen Refill, sondern teilweise auch nur dazu, Wartezeiten zu verkürzen. Ein typischer Einsatz solcher Getränke-Füllstationen sind auch Kantinen. In den USA wird das kostenlose Nachfüllen der Getränke (dies bezieht sich auf Saft oder Softdrinks, nicht auf alkoholische Getränke) oftmals als eine Art „Grundrecht“ angesehen.